# Trispirina
Trispirina es un género de foraminífero bentónico de la subfamilia Placentulininae, de la familia Placentulinidae, de la superfamilia Discorboidea, del suborden Rotaliina y del orden Rotaliida. Su especie tipo es Trispirina tirasica. Su rango cronoestratigráfico abarca desde el Aaleniense (Jurásico inferior) hasta el Calloviense (Jurásico medio).

## Clasificación
Trispirina incluye a las siguientes especies:
- Trispirina plachteeviensis †
- Trispirina tirasica †